# Mao Jianqing
Mao Jianqing (毛劍卿T, 毛剑卿S, Máo JiànqīngP; Shanghai, 8 agosto 1986) è un ex calciatore cinese, di ruolo attaccante.

## Palmarès

### Competizioni nazionali
- Coppa della Cina: 1

Shanghai Shenhua: 2017